# Giovanni Giacomo Panciroli
Giovanni Giacomo Panciroli (1587 - 3 de setembro de 1651) foi um cardeal católico italiano e cardeal secretário de Estado .

## Vida
Panciroli nasceu em 1587 em Roma e foi educado lá, recebendo um utroqueuro de doutorado em 1605. Ele se tornou um defensor da Cúria Romana e depois acompanhou Giovanni Battista Pamphili (depois Papa Inocêncio X ) durante seu serviço como núncio em Nápoles e Espanha. Quando retornou a Roma, ele entrou para o serviço dos Barberini ( Francesco e Antonio , sobrinhos do Papa Urbano VIII ). Ele tornou-se camareiro do Papa e superintendente da casa do cardeal Francesco Barberini . Em 1632 ele se tornou auditor do SacredRota Romana . 
Em 1641 foi nomeado patriarca latino de Constantinopla ; cargo que ocupou até 1643. Paniciroli foi consagrado bispo em 12 de janeiro de 1642 na igreja de Santa Maria in Vallicella, em Roma, e nomeado núncio extraordinário para a Espanha em 18 de janeiro de 1642. 
Panciroli foi elevado a cardeal em 13 de julho de 1643 pelo Papa Urbano VIII  e foi instalado como Cardeal Sacerdote na Basílica de Santo Stefano Rotondo . No ano seguinte, o Papa Urbano morreu e Panciroli participou do conclave papal de 1644 que elegeu o Papa Inocêncio X . 

## Secretário de Estado
Após a eleição do Papa Inocêncio, em setembro de 1644, Panciroli foi nomeado cardeal secretário de Estado ,  quais os direitos que ele compartilhou com o Papa o cardeal-sobrinho Camillo Francesco Maria Pamphili até que em janeiro 1647 Pamphili renunciou seu cardinalato para casar Olimpia Aldobrandini . A renúncia aumentou o papel de Panciroli, que gozava de autoridade na Cúria incomum para um ministro que não era parente consangüíneo do Papa, nem mesmo para um secretário de Estado, posição ainda longe de assumir a importância que mais tarde teria. Ao mesmo tempo, ele teve que lidar com a influência significativa de Doona Olimpia com seu cunhado, o papa. Esta situação impedia periodicamente o funcionamento eficiente da cúria.
Quando Innocent X pediu ao Secretário de Estado uma recomendação a respeito de um substituto para seu cardeal-sobrinho, incompetente e incompetente, Francesco Maidalchini. Pancirolo sugeriu seu secretário, Camillo Astalli , um parente distante por casamento com Olympia. Apesar de continuar desfrutando da estima incondicional do papa, isso despertou a ira da família Pamphili e seus associados. Ataques constantes combinados com o declínio da saúde contribuíram para uma perda progressiva de autoridade na Cúria. 
Panciroli morreu em 3 de setembro de 1651 no Palácio do Quirinal, em Roma. Após a morte de Panciroli, a posição foi preenchida por Fabio Chigi, que mais tarde foi eleito para o trono papal como Papa Alexandre VII .